# Saint-Romans-lès-Melle
Saint-Romans-lès-Melle település Franciaországban, Deux-Sèvres megyében. Lakosainak száma 720 fő (2022. január 1.). Saint-Romans-lès-Melle Celles-sur-Belle, Périgné és Melle (Franciaország) községekkel határos.

## Népesség
A település népessége az elmúlt években az alábbi módon változott:
| Lakosok száma | 713  | 727  | 742  | 718  | 713  | 711  | 711  | 711  | 720  |
|               | 2013 | 2015 | 2016 | 2017 | 2018 | 2019 | 2020 | 2021 | 2022 |